# Réseau express régional valaisan
Le réseau express régional valaisan ou RER Valais | Wallis est un réseau express régional utilisant l'infrastructure des lignes ferroviaires suisses situées sur le territoire du canton du Valais.

## Historique
Le RER valaisan est lancé en décembre 2012. Depuis décembre 2015, des trains circulent toutes les demi-heures entre Brigue et Monthey.

## Réseau actuel
- R St-Gingolph - Monthey - Saint-Maurice - Martigny - Sion - Sierre - Viège - Brig

Le service est assuré par RegionAlps.